# Sadegh Tabatabai

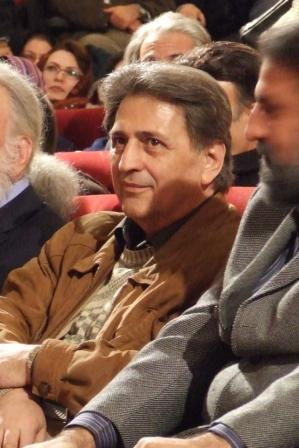
Sadegh Tabatabai (2007)

Sadegh Tabatabai (persisch طباطبائی, DMG Ṭabāṭabā'ī; * 12. Dezember 1943 in Ghom; † 21. Februar 2015 in Düsseldorf) war ein iranischer Hochschullehrer der Universität Teheran und Politiker. Er war Regierungssprecher und Minister sowie Sonderbotschafter Irans in Deutschland. Er gehörte zum Gefolge Ruhollah Chomeinis, als dieser am 1. Februar 1979 aus Frankreich nach Iran zurückkehrte. Aufgrund seiner familiären Beziehungen zu Chomeini – seine Schwester war mit Ahmad Chomeini verheiratet –, hatte Tabatabai direkten Zugang zum Revolutionsführer. Tabatabai war Neffe von Musa as-Sadr, einem der Lieblingsschüler Chomeinis.

## Leben
1961 kam Sadegh Tabatabai zum Studium der Biochemie nach Aachen und hat später an der Ruhr-Universität Bochum promoviert. Schon in Aachen organisierte er eine Studentengruppe, die sich gegen den Schah Mohammad Reza Pahlavi einsetzte. 1967 übergab er Ulrike Meinhof jenes Material über Iran, welches diese in einer berühmten Konkret-Kolumne gegen den Staatsbesuch des Schah-Ehepaars verwendete. Tabatabai stand nach eigenen Aussagen am Grab von Benno Ohnesorg, der bei der Demonstration am 2. Juni 1967 in West-Berlin von Karl-Heinz Kurras erschossen worden war.
Tabatabai gehörte zum Umkreis des Ajatollah Ruhollah Chomeini in dessen Pariser Exil, im Vorort Neauphle-le-Château, und saß am 1. Februar 1979 bei dessen Rückkehr nach Iran im selben Air-France-Flugzeug, ebenso wie Sadegh Chalchali und Peter Scholl-Latour. Nach eigener Aussage sei Tabatabai „eine von acht Personen in Europa und Amerika gewesen, die die Revolution im Ausland vorbereitet und Kontakt mit Chomeini gehalten hätten.“
Tabatabai war von 1979 bis 1982 in verschiedenen Regierungsämtern tätig. Zunächst als stellvertretender Innenminister und als Regierungssprecher. Von November 1979 bis September 1980 war er als Staatssekretär im Büro des Premierministers tätig.
Tabatabai traf am 21. März 1980 in Bonn mit Außenminister Hans-Dietrich Genscher zusammen, um eine mögliche Beendigung der Geiselnahme von Teheran zu erörtern. Das Gespräch blieb aber ohne konkrete Ergebnisse. Tabatabai blieb mit der deutschen Regierung aber weiter in Kontakt und informierte deutsche Stellen laufend über den Stand der Diskussion in der Regierung und im Parlament. So fand am 26. Oktober 1980 ein längeres Telefonat zwischen Tabatabai und Außenminister Genscher statt, in dem Tabatabai über die Aussprache im Parlament informierte. Am 16. und 18. September 1980 war Tabatabai mit Außenminister Genscher und US-Vizeaußenminister Warren Christopher in Bonn zusammengetroffen, um das weitere Vorgehen in der Geiselfrage zu besprechen.
Zuletzt war er mit der Beschaffung von Rüstungsgütern betraut und als Sonderbotschafter der iranischen Regierung auf Auslandsreisen. In diesem Zusammenhang war er in Deutschland 1982 und 1983 in Skandale um Waffenhandel und Drogenschmuggel verwickelt. 1982 zog sich Tabatabai nach eigenen Aussagen aus der Politik zurück, wurde aber am 8. Januar 1983 mit 1,65 Kilogramm Rohopium in seinem Koffer am Düsseldorfer Flughafen von Zollbeamten festgehalten und auf Kaution freigelassen. Sein Status als Sonderbotschafter wurde auch 1983 von der iranischen Regierung bestätigt.
Tabatabai übersetzte mehrere Bücher von Neil Postman ins Persische und schrieb Publikationen über die Wirkung des Satellitenfernsehens.